# Hemistola hypnopoea
Hemistola hypnopoea là một loài bướm đêm trong họ Geometridae.